# 潘家洵
潘家洵（1896年—1989年），字介泉，江苏苏州人，毕业于北京大学西语系，九三学社党员，中国大陆翻译家。

## 生平
1896年，潘家洵出生在江苏省苏州市。
1920年，潘家洵毕业于北京大学西语系。
1921年到1926年，潘家洵在北京大学当教师。
1927年到1929年，潘家洵在浙江农学院当副教授。
1929年到1938年，潘家洵在北京大学当副教授。
1938年到1942年，潘家洵在国立西南联合大学当文学院院长和教授。
1942年到1946年，潘家洵在贵州大学当教授。
1952年，潘家洵加入中国作家协会。
1954年，潘家洵到中国社会科学院工作。
1960年代，潘家洵因视力衰弱而很少再翻译文学作品。
1989年，潘家洵去世于北京市。

## 家庭
潘家洵的妻子贝氏，有2个儿子，大儿子姓名不详，二儿子潘裕如28岁时自杀身亡，当时潘家洵52岁，贝氏54岁。

## 译著
- 《扇误》或名《少奶奶的扇子》（英国王尔德）
- 《华伦夫人之职业》（英語：Mrs Warren's Profession）（英国萧伯纳）
- 《萧伯纳戏剧选》（英国萧伯纳）
- 《易卜生戏剧选》（挪威易卜生）[1]
- 《易卜生戏剧集》（挪威易卜生）（共4卷）